# 치클론 3호
치클론 3호는 우크라이나의 치클론 로켓 시리즈의 우주 발사체이다.

## 역사
세계 최대 ICBM인 SS-18 사탄 ICBM을 인공위성 발사체로 개조한 것이다. 1977년 최초 발사하여, 2009년에 마지막 122회 발사를 하였다.
치클론 2호와 거의 차이가 없다. 매우 약간 개량되었다.
- 치클론 1호,  소련, 무게 182톤, 1단 추력 260톤, 2단 추력 100톤, 1967년부터 1969년까지 8회 발사
- 치클론 2호,  러시아,  우크라이나, 무게 182톤, 1단 추력 260톤, 2단 추력 100톤, 3단 추력 8톤, 1969년부터 2006년까지 106회 발사
- 치클론 3호,  러시아,  우크라이나, 무게 200톤, 1단 추력 300톤, 2단 추력 100톤, 3단 추력 8톤, 1977년부터 2009년까지 122회 발사
- 치클론 4호,  브라질, 무게 200톤, 1단 추력 300톤, 2단 추력 100톤, 3단 추력 8톤, 2006년 최초발사(취소)
- 치클론-4M,  캐나다, 무게 274톤, 1단 추력 320톤, 2단 추력 8톤, 2020년 최초발사

2018년 기준으로, 우크라이나는 치클론 4호와 마야크 로켓를 개발중이다. 친미로 돌아선 우크라이나와 결별한 러시아는 주로 소유즈 로켓을 사용중이며, 최신형 앙가라 로켓을 개발중이다.

## 같이 보기
- 드네프르 로켓